# Sant Bartomeu de Burg
Sant Bartomeu de Burg o Sant Cristòfol, és l'església parroquial del poble de Burg, en el terme municipal de Farrera, a la comarca del Pallars Sobirà. És a la dreta del Barranc de Burg, en el centre del poble de Burg, que s'estén allargassat a banda i banda del barranc esmentat. És sota el penyal del castell. Documentada des del segle xi, aquesta església ha estat successivament advocada de primer a sant Cristòfor de Lícia, i més modernament a sant Bartomeu. Del temple romànic es conserva un fragment del mur nord, enganxat a la roca que domina el poble. Era d'una sola nau, coberta amb bigues de fusta, amb absis semicircular a llevant. Es conserva l'arrencada del costat nord de l'arc del presbiteri.

## Descripció
De la primitiva església romànica de Sant Cristòfor es conserva només part del seu mur nord, adossat a la roca, darrere la població actual i sota el penyal del castell, que correspon a un edifici d'una sola nau, segurament coberta amb embigat i capçada a llevant per un absis semicircular, precedit d'un arc presbiteral del qual es conserva el brancal nord. L'aparell és de pedra llosenca sense treballar disposada irregularment en filades horitzontals, i palesa les formes rurals de les construccions s'atribueix al segle xi o potser a principis del segle xii.
L'actual església és d'una sola nau flanquejada per capelles laterals amb capçalera rectangular a sud i façana sota el pinyó de la coberta amb licorella a dues aigües, en la què s'obre la porta d'arc de mig punt i per sobre d'aquesta, un petit òcul. A la dreta de la porta, s'aixeca la torre-campanar vuitavat a partir del nivell de la coberta de la nau, rematada per un agut xapitell de llicorella. Els murs externs són de pedra recoberta per d'arrebossat.

## Història
L'esment més antic conegut de la vila de Burg data del 1032 en què el comte de Pallars Sobirà, Bernat, i la seva mare Estefania vengueren un feu i una parròquia a la vila de Burg a Miró Bardina per un mul, una sella i cinc cuixes de porc, tot plegat valorat en 100 sous. Burg és també una de les parròquies esmentades en l'acta de consagració de La Seu d'Urgell, dins la vall de Tírvia. L'any 1073 aquesta parròquia, juntament amb les de Baien i Alendo, eren del bisbe d'Urgell, el qual les establí a Orset i al seu nebot Drog. En el testament de 1093 del bisbe Guillem Arnau, aquest deixà a la Seu d'Urgell un alou que tenia a la vila de Burg.
L'església parroquial de Burg ha estat dedicada a dues advocacions: St. Cristòfol i St. Bartomeu. En la relació d'esglésies parroquials del deganat de Cardós visitades pels delegats de l'arquebisbe de Tarragona l'any 1314, se cita l'església de St. Cristòfol de Burg. En la dècima del bisbat d'Urgell del 1391, només es diu que els dos capellans del "Burch" han de pagar la quantitat d'onze sous. L'advocació de l'església apareix en una relació de parròquies de l'oficialitat de Tírvia datable a principis del segle xvi, en la qual consta que la rectoria de St. Cristòfol de Beruch, que obté Antoni Calcolze està valorada en 11 lliures. En canvi a la visita pastoral del 1575, l'església apareix amb el titular de St. Bartomeu, mentre que a la visita pastoral del 1758 és St. Cristòfol. En aquesta visita, el visitador indicà que l'església era nova, amb un altar principal i quatre de secundaris, un d'aquests dedicats a St. Bartomeu. L'any 1904, l'església era dedicada a St. Bartomeu, advocació que conserva actualment.